# 1408 (영화)
《1408》은 2007년 개봉된 미국의 심리 공포 영화이다. 스티븐 킹의 동명 단편 소설이 원작이며, 존 큐색, 새뮤얼 L. 잭슨 등이 출연하였다.

## 줄거리
어린 딸을 잃은 공포 소설 작가 마이크 엔슬린은 사후 세계라는 소재에 사로잡혀 있다. 그는 초현실적인 공포를 소설로 쓰는 베스트셀러 작가이지만 눈에 보이는 것 말고는 아무것도 믿지 않는 회의론자이자 냉소주의자이다. 어느 날 그에게 날아온 낯선 엽서에는 이렇게 쓰여져 있다. ‘1408호에 절대 들어가지 마시오.’
이를 도전 과제로 여긴 마이크는 미스터리로 가득한 뉴욕 렉싱턴가의 돌핀 호텔을 찾는다. 호텔 지배인 제럴드 올린은 95년간 1408호에 묵은 투숙객들이 1시간을 못 넘기고 죽은 일들을 알려 주며 들어가지 말라고 강력히 경고하지만 마이크는 기어코 그 방에 들어간다.
보이는 것 말고는 아무것도 믿지 않는 마이크의 눈 앞에서 상상을 초월한 미스터리한 현상들이 벌어지면서 현실과 환상이 넘나들고 그 방에서 죽은 사람들의 혼령이 나타나 끊임없이 그를 위협한다. 심리적 공포와 맞서던 그에게 엄청난 공포감이 닥치고 극도의 공포감 속에서 마이크는 1408호와 처절한 사투를 벌인다.

## 출연진
- 존 큐색 - 마이클 “마이크” 엔즐린 역
- 새뮤얼 L. 잭슨 - 제럴드 올린 역
- 메리 매코맥 - 릴리 엔즐린 역
- 토니 셜루브 - 샘 패럴 역
- 렌 캐리우 - 마이크의 아버지 역
- 재스민 제시카 앤서니 - 케이티 엔즐린 역
- 아이제이아 휘틀록 주니어 - 호텔 기사 역
- 킴 톰프슨 - 호텔 접수 담당 직원 역
- 앤드루리 포츠 - 개인 우편함 직원 역
- 알렉산드라 실버 - 책 사인회의 여성 역
- 노아 리 마기츠 - 벨보이 역

## 기타 제작진
- 협력 제작: 켈리 데니스

## 우리말 녹음
MBC 성우진 (2008년 8월 8일)
- 최원형 - 마이크 엔즐린(존 큐색)
- 이병식 - 제럴드 올린(새뮤얼 L. 잭슨)
- 윤성혜 - 릴리 엔즐린(메리 매코맥)
- 김지영 - 케이티(재스민 제시카 앤서니)
- 고성일 - 샘 패럴(토니 셜루브) / 벨보이(노아 리 마기츠) / 서점 직원(월터 루이스)
- 김호성 - 보일러 기술자(아이제이아 휘틀록 주니어)
- 엄태국 - 변호사(윌리엄 암스트롱)
- 문남숙 - 서점 손님(알렉산드라 실버)
- 한경화 - 호텔 직원(킴 톰프슨)